# Reinhard Mohn
Reinhard Mohn (Gütersloh; 29 de junio de 1921 - Steinhagen, 3 de octubre de 2009) fue un empresario y fundador internacional alemán. Bajo su dirección, Bertelsmann, una mediana empresa dedicada a la edición e impresión existente desde 1835, evolucionó hasta convertirse en un grupo mediático de ámbito internacional. En 1977, constituyó la fundación sin ánimo de lucro Bertelsmann Stiftung, que es hoy una de las mayores fundaciones operativas en Alemania con alcance mundial.
Mohn recibió numerosos reconocimientos nacionales e internacionales por sus méritos empresariales y fundacionales, como la Cruz de Gran Oficial de la [[Orden
del Mérito de la República Federal de Alemania]] o el Premio Príncipe de Asturias.

## Vida

### Origen
Mohn nació en 1921 como quinto hijo de Agnes Mohn (nac. Seippel) y Heinrich Mohn. Constituyó la quinta generación de la familia de propietarios de Bertelsmann. Su abuelo Johannes Mohn había asumido en 1887 la dirección de la editorial e imprenta de su suegro Heinrich Bertelsmann, hijo de Carl Bertelsmann.
Mohn recibió una estricta educación protestante. En 1939, hizo la selectividad en el instituto evangelista Evangelisch Stiftisches Gymnasium y luego prestó el llamado Reichsdienst, el servicio de trabajo del Reich. A continuación se presentó voluntario para prestar el servicio militar en la Luftwaffe, en un principio con el objetivo de convertirse en piloto. Tras su intervención en el frente occidental en una compañía de una base aérea, Mohn fue destinado a la defensa antiaérea, donde ascendió a cabo, luego a suboficial y, en 1942, a alférez. Su regimiento fue trasladado de Francia, pasando por Italia, a Túnez. El 5 de mayo de 1943 fue hecho prisionero de guerra por el ejército estadounidense. A mediados de junio de 1943, le trasladaron a Camp Concordia, un campamento para prisioneros de guerra, en Kansas (Estados Unidos). Según las propias declaraciones de Mohn, ese tiempo le marcó profundamente y fue entonces, por ejemplo, cuando leyó por primera vez literatura americana sobre gestión de empresas.
Reinhard Mohn regresó a Gütersloh en enero de 1946. Dado que su hermano más mayor, Hans Heinrich Mohn, había caído en la guerra en 1939 y Sigbert Mohn, el segundo más mayor, seguía siendo prisionero de guerra, decidió, en primer lugar, estudiar el oficio de librero para, a continuación, incorporarse al negocio de su padre. Su padre, Heinrich Mohn, estaba siendo investigado por las autoridades de ocupación británicas, entre otras cosas, por haber sido un miembro promotor de las SS y haber apoyado financieramente otras organizaciones del nacionalsocialismo. En abril de 1947, legó su licencia editorial a su hijo Reinhard, quien, desde entonces, dirigió los negocios editoriales.

### Familia
Mohn contrajo matrimonio en 1948 con Magdalene Raßfeld, a quien conocía de su época escolar. La pareja tuvo tres hijos: Johannes, Susanne y Christiane. El matrimonio se divorció en 1982 y Mohn se casó ese mismo año con Elisabeth Scholz. Ambos mantenían una relación desde los años 1950 y, tras la boda, Mohn adoptó a los tres hijos que ambos ya tenían en común, Brigitte, Christoph y Andreas.

## Obra

### Bertelsmann
En 1947, Mohn asumió la dirección de la editorial C. Bertelsmann Verlag, que había sido destruida en gran parte durante los bombardeos de la II Guerra Mundial. En 1950, fundó el círculo de lectores Bertelsmann Lesering, que constituyó la base para el rápido crecimiento de la empresa en las décadas siguientes. Desde un principio, involucró estrechamente a los empleados, por ejemplo, mediante los préstamos participativos introducidos en 1951. En 1969, instauró una participación de los empleados en los beneficios que fue considerada ejemplar en todo el territorio alemán. Como empresario, Mohn fue ampliando de forma consecuente el tradicional negocio editorial hasta convertirlo en un grupo empresarial mediático. Para ello se abrió paso en la producción musical y cinematográfica, invirtió en el negocio de las revistas e implantó la expansión internacional. La fusión de Bertelsmann con Axel Springer, prevista para los años 1969/70, no llegó a producirse.
En 1971, Mohn transformó la empresa familiar en una sociedad anónima. De este modo estableció otro de los requisitos estructurales para que Bertelsmann se convirtiera en un grupo mediático líder en el mundo. Mohn pasó a ser el presidente del Consejo de Administración, cargo desde el que continuó forjando una cultura empresarial de cooperación, cuyo principal componente es el diálogo entre la directiva y los empleados. En el año 1976, hizo construir una nueva central para el grupo, en la que se sigue hallando hoy la sede principal de la empresa Bertelsmann. En esa época, Mohn también impulsó la introducción de Bertelsmann en el importante negocio editorial estadounidense. Mediante la compra de Bantam Books (1977/1980) y Doubleday (1986) surgió el entonces mayor grupo editorial de publicaciones generales de Estados Unidos.
En 1981, Mohn pasó del Consejo de Administración al Consejo de Supervisión, el cual dirigió durante diez años. Durante ese tiempo permaneció vinculado al negocio operativo. A los 70 años, renunció finalmente a su cargo, permaneciendo, no obstante, en el Consejo de Supervisión como miembro honorífico. Desde ese momento se dedicó, principalmente, a sus compromisos sin ánimo de lucro, en especial, a la fundación Bertelsmann Stiftung. En 1999, Mohn cedió a la sociedad de gestión Bertelsmann Verwaltungsgesellschaft el control, que hasta entonces había estado exclusivamente en sus manos, de los derechos de voto correspondientes a aproximadamente el 90 % de las acciones de Bertelsmann. Con ello pretendía garantizar la continuidad de su empresa.

### Bertelsmann Stiftung
Mohn fundó en 1977 la fundación sin ánimo de lucro Bertelsmann Stiftung, que en un principio fue dotada de un capital de 100.000 marcos alemán. Mohn apoyó el concepto desarrollado por la directiva de una fundación operativa, que desarrollaba y gestionaba los proyectos ella misma. Por iniciativa suya, por ejemplo, la Bertelsmann Stiftung contribuyó a la ampliación de la biblioteca municipal de Gütersloh y creó el premio Carl Bertelsmann (hoy llamado premio Reinhard Mohn).
En los años 1980, la Bertelsmann Stiftung se convirtió en un pilar del compromiso social de Mohn. En 1993 se cedió a la fundación la mayoría de las participaciones en el capital de Bertelsmann. De este modo, la Bertelsmann Stiftung se convirtió en el mayor accionista del grupo empresarial. En el contrato de donación se hizo una separación estricta de participaciones de capital y los derechos de voto, de modo que ni la fundación ni el grupo empresarial pudieran ejercer sobre el otro una influencia orgánica digna de mención.
Mohn incrementó de forma notable el presupuesto de la Bertelsmann Stiftung en los años 1990. Además de sus actividades en Alemania, Mohn financió proyectos en España, como la Fundación Biblioteca de Alcudia Can Torró en Mallorca. En 1995, creó la Fundación Bertelsmann, que hoy en día cuenta con sedes en Barcelona y Madrid, como filial autónoma de la fundación Bertelsmann Stiftung. Esta se dedica actualmente a fomentar la formación profesional dual con el fin de reducir el desempleo juvenil. En 2008, fundó la Bertelsmann Foundation North America con sede en Washington D. C., la cual se ocupa, entre otras cosas, de la cooperación transatlántica.
Durante los primeros años, el fundador ejerció de administrador único de la Bertelsmann Stiftung, hasta que en 1979 se nombró a un director ejecutivo. A partir de 1983, Mohn contó con el apoyo de un Consejo Consultivo y en el año 1993 se amplió también el número de miembros del Consejo de Administración. A partir de 1998, Mohn se fue apartando de los altos cargos directivos. Primero renunció a la presidencia del Consejo de Administración y un año después a la presidencia del Consejo Consultivo. Debido a diferentes cambios estructurales y de personal, Mohn volvió a ocupar temporalmente la presidencia de ambos órganos de la Bertelsmann Stiftung desde finales del año 2000 a mediados de 2001, hasta que fue sucedido por Gunter Thielen como presidente del Consejo de Administración. En 2004 se retiró definitivamente del Consejo de Administración de la Bertelsmann Stiftung, pero, como fundador, permaneció miembro del Comité Asesor con arreglo a los estatutos hasta su fallecimiento en el año 2009.

## Distinciones
- 1981: Hijo predilecto de la ciudad de Gütersloh[75]
- 1987: Amigo de la ciudad de Jerusalén, otorgado en la Feria del Libro de Jerusalén[76]
- 1992: Admisión en el salón de la fama simbólico (Hall of Fame) de la revista Manager Magazin[77]
- 1994: Cruz de Comendador de la Orden del Mérito de la República Federal de Alemania[7]
- 1996: Premio Europäischer Stifterpreis[78]
- 1996: Miembro honorífico del Club de Roma[79]
- 1997: Premio Schumpeter[80]
- 1998: Cruz de Gran Oficial de la Orden del Mérito de la República Federal de Alemania[7]
- 1998: Premio Príncipe de Asturias[8]
- 1998: Medalla de oro de la Asociación de Fundaciones Alemanas[81]
- 1998: Premio a la Integración de la fundación Stiftung Apfelbaum[82]
- 1998: Premio Hanns Martin Schleyer[78]
- 1999: Premio del Estado federado de Renania del Norte-Westfalia[83][84]
- 1999: Gran Cruz de la Orden del Mérito Civil española[85]
- 2000: Medalla Bernhard Harms[86]
- 2000: Medalla Jakob Fugger[87]
- 2001: Doctor honorífico de la Universidad de Münster[88]
- 2002: Premio del futuro de los comités sociales de la CDU[89][90]
- 2003: Premio Teddy Kollek de la Jerusalem Foundation[91]
- 2005: Hijo predilecto de la ciudad de Alcudia, Baleares[92]
- 2007: Premio Deutscher Gründerpreis por su obra[93]
- 2010 (post mortem): Medalla de Oro de las Baleares[94]

## Publicaciones
Reinhard Mohn ejerció también labores periodísticas como ensayista y autor de libros de no ficción a finales de los años 1980. Publicó varios libros y artículos de revistas en los que trata temas sociales y económicos. En 1985, publicó el ensayo "La vanidad en la vida del gerente de empresa", en el que critica la gerencia egocentrista. Mohn generó polémica una y otra vez con sus perspectivas sobre estos temas. En "Al éxito por la cooperación", libro publicado en todo el mundo en 1986, exponía los principios de la cultura empresarial de Bertelsmann. En el libro "El triunfo del factor humano", publicado en 2000, aboga, sobre todo, por un estilo directivo cooperativo como modelo de orden de una estructura organizativa moderna. "La responsabilidad social del empresario", de 2001, define un marco de orden político cuyo centro es el emprendimiento. Bajo el título "Aprender del mundo", apareció en 2008 su última obra, en la que Mohn procesa autobiográficamente algunas etapas de su vida que le marcaron especialmente. Lo escribió junto con la autora Andrea Stoll, quien también había escrito el guion de la película "Es müssen mehr Köpfe ans Denken kommen" (Más cabezas tendrían que pararse a pensar) de Roland Suso Richter. Esta película fue el regalo del Consejo de Administración de Bertelsmann a Mohn por su 85 cumpleaños en el año 2006.

## Otros
En 1991, el Consejo de Administración de Bertelsmann creó con motivo del 70 cumpleaños de Reinhard Mohn la cátedra Reinhard Mohn de Dirección de Empresa, Ética Económica y Evolución Social en la universidad privada Witten/Herdecke.
En 2006, Mohn creó la fundación epónima que lleva su nombre, Reinhard Mohn Stiftung, dirigida desde 2010 por su hijo Christoph Mohn. Tras la muerte de Reinhard Mohn, la fundación pasó a ser propietaria de participaciones en el capital de Bertelsmann, que este había conservado a través de una sociedad intermediaria.
En 2010, la Universidad Witten/Herdecke honró a Mohn con un instituto de Dirección de Empresa y Gobernanza Corporativa, el actual Reinhard Mohn Institut für Unternehmensführung (RMI). A este pertenece la cátedra Reinhard Mohn de Dirección de Empresa fundada en 1991, una cátedra de Organización Estratégica y una cátedra de investigación.
En 2011, la Bertelsmann Stiftung concedió por primera vez el premio Reinhard Mohn, que vino a sustituir y potenciar el premio Carl Bertelsmann. Este premio honra a destacadas personalidades internacionales por aportar soluciones pioneras a retos sociales y políticos.

## Crítica
Mohn fue criticado por su gestión del pasado nacionalsocialista de Bertelsmann. Cuando en los años 1990 se cuestionó su papel en el Tercer Reich, Bertelsmann, con apoyo de Mohn, encomendó a una comisión histórica independiente el esclarecimiento de su implicación en el nacionalsocialismo. Esta presentó su informe final en 2002 y concluyó que la leyenda de su presunto involucramiento en una editorial de la resistencia no se sostenía. Al contrario, Bertelsmann había sido el mayor productor de libros de la Wehrmacht.
En 2010, el autor y periodista Thomas Schuler criticó el "entramado para ahorrar impuestos" existente entre Bertelsmann y la fundación Bertelsmann Stiftung. Según él, las estructuras creadas por Mohn habían ahorrado a su familia impuestos de sucesión por valor de miles de millones. No obstante, esto no se hubiera considerado así de acuerdo con la interpretación jurídica imperante en aquel momento.